# Матір людська
«Матір людська» (рос. «Матерь человеческая») — радянська військова драма 1975 року. Монофільм Тамари Сьоміної. За однойменною повістю Віталія Закруткіна 1969 року.

## Сюжет
Літо 1942 року. Ворог рвався в глиб країни, спустошував і розоряв міста і села, грабував і вбивав мирне населення. Здавалося, що на цій випаленої землі не залишилося нічого живого.
У кукурудзяному полі, на околиці розореного фашистами рідного села, приходить до тями дівчина. Кілька днів вона проводить на відкритому повітрі, а потім повертається на попелище. Там її важким тягарем переслідують спогади про колишнє щасливе життя, про загиблих чоловіка та сина… В одному з сараїв вона знаходить пораненого молодого німецького солдата, Вернера Брахта, якого вона намагається виходити, але той все одно скоро вмирає. Мимоволі доводиться займатися домашнім господарством: чотири вцілілі корови вимагають регулярного доїння. Непростим випробуванням стає для дівчини поховати знайденого радянського бійця, з пальців якого вона так і не змогла витягнути його кулемет.
Проходять тижні і місяці, а Марія як і раніше одна в селі. З її поведінки стає видно, що вона вагітна. За допомогою корови вона збирає урожай брукви, запасаючи його на майбутнє. Настає зима. У господарстві Марії крім корів і собаки з'являються кілька овець і кінь.
Одним зимовим днем Марія знаходить в стогу сіна сімох переляканих дітей: шістьох дівчаток і хлопчика. Вона їх бере до себе, відігріває, миє і годує. Всі вони на різні голоси розповідають Марії про жахи війни: голод, бомбардування, евакуації. Спочатку дітей було 18 або 19, але до Марії живими дісталися лише ці сім…
Прийшла весна 1943 року. Всі діти вже називають Марію мамою. Одного разу вони знаходять згорілі останки чоловіка і сина Марії. Жінка ховає їх за допомогою своїх прийомних дітей. Незабаром Марії приходить час народжувати. Вигнавши всіх з сараю, вона під уважними і співчутливими поглядами своїх домашніх тварин, під гуркіт грому, в стогу сіна народжує немовля.
Незабаром Марія, з немовлям на руках і сім'ю підрослими дітьми позаду, виходить на пагорб зустрічати загони Червоної армії, що прогнали ворога назад на захід.

## У ролях
- Тамара Сьоміна — Марія, «матір людська»
- Валерій Кокорєв — чоловік
- Олексій Зімовнов — син

## Знімальна група
- Режисер — Леонід Головня
- Сценаристи — Леонід Головня, Леонід Нехорошев
- Оператори — Дмитро Коржихін, Ігор Мельников
- Композитор — Роман Леденьов
- Художники — Олександр Адабаш'ян, Олександр Самулекін